# Tomasz Dybowski

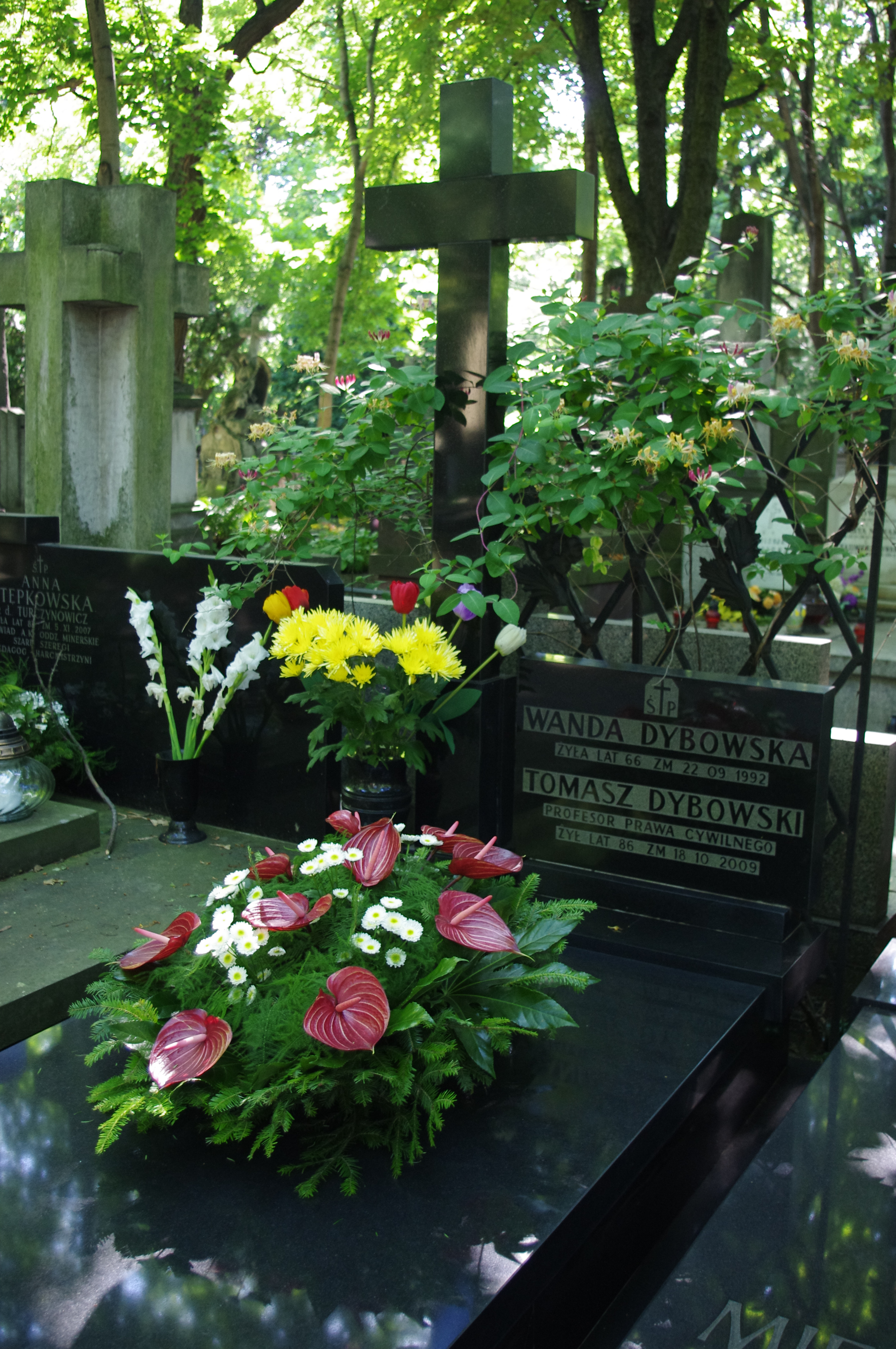
Grób prawnika Tomasza Dybowskiego na Starych Powązkach w Warszawie

Tomasz Wincenty Dybowski (ur. 29 grudnia 1923 w Białymstoku, zm. 18 października 2009 w Warszawie) – prawnik polski, profesor nauk prawnych, sędzia Trybunału Konstytucyjnego w latach 1989-1997.

## Życiorys
W 1945 r. więziony przez NKWD w Białymstoku.
Studia rozpoczął w 1945 na Wydziale Prawa UJ, ale po pierwszym roku przeniósł się na Wydział Prawa UW. Po ukończeniu studiów (1949) zatrudniony został w Katedrze Teorii Prawa UW. Od 1952 pracował w Instytucie Prawa Cywilnego UW, od 1958 jako adiunkt. Stopień naukowy doktora nauk prawnych uzyskał w 1960 na podstawie pracy Własność wód. Habilitację uzyskał w 1969 na podstawie rozprawy „Ochrona własności („rei vindicatio” - „actio negatoria”)". Od 1970 pracował na stanowisku docenta w Instytucie Prawa Cywilnego, w 1980 otrzymał tytuł naukowy profesora, a w 1993 stanowisko profesora zwyczajnego.
W czasie pracy na UW pełnił wiele funkcji, m.in. kierownika Zakładu Prawa Cywilnego (1976–1994), dyrektora Instytutu Prawa Cywilnego (1985–1990). Był ponadto członkiem Rady Naukowej Instytutu Historii Prawa i Przewodniczącym Zarządu Fundacji Uniwersytetu Warszawskiego. Pełnił również funkcje członka: Komitetu Nauk Prawnych PAN, Rady Legislacyjnej przy Prezesie Rady Ministrów, Prezydium Komisji do spraw Reformy Prawa Cywilnego przy Ministrze Sprawiedliwości, Komisji Prawa Cywilnego działającej przy Zarządzie Głównym Zrzeszenia Prawników Polskich, Sekcji Polskiej Towarzystwa Francuskiej Kultury Prawniczej im. Henri Capitanta, Instytutu Wymiaru Sprawiedliwości. Autor wielu publikacji z zakresu prawa rzeczowego, prawa zobowiązań, prawa rodzinnego. Był wykładowcą na Uniwersytecie Kardynała Stefana Wyszyńskiego w Warszawie i Uniwersytecie Warszawskim.
Uczestnik prac Centrum Obywatelskich Inicjatyw Ustawodawczych Solidarności.

## Miejsce spoczynku
Pochowany na cmentarzu Powązkowskim w Warszawie (kwatera 40-1-3).